# Burdigala
Burdigala è il nome latino dell'antica città fondata dai romani. Oggi è l'attuale città di Bordeaux, in Francia.

## Storia

### Origine ed etimologia
Burdigala venne fondata nel I secolo a.C. dai Bituriges Vivisques (letteralmente "Bituriges sfollati"), popolo gallico della regione di Bourges che controllava, dal porto interno, il traffico di stagno importato dall'Armorica e dalla Bretagna. Il primo sito abitato si trovava alla foce del Devèze, un affluente della Garonna, vicino alla Gironda. La nascita di Bordeaux non è legata alle specificità del suo territorio, in quanto, essendo vicino a una foce situata su uno sperone dell'altopiano delle Landes, è stata a lungo una città circondata da paludi pestilenziali.
Il nome "Burdigala" sarebbe composto da due radici aquitaniche, burd- che significa "fangoso" e cal- che vuol dire "rifugio, baia" e, dunque, ha un significato prossimo a "riparo nelle paludi". Questo nome si è modificato in Bordigala, poi Bordale in basco, Bordèu in dialetto guascone e "Bordeaux" in francese. Un fiume chiamato Eau Bourde che passa a sud della città conserva anch'esso questo senso di "palude".
Prima della conquista romana, Burdigala e il popolo dei Bituriges Vivisques facevano parte della Gallia celtica (tra la Senna e la Garonna).

### La conquista romana
Durante la guerra gallica, un luogotenente di Giulio Cesare, Publio Crasso, fu accolto a Burdigala nel 56 a.C.
Nel 52 a.C., il Cardine e il Decumano (oggi Rue Sainte-Catherine e rue Porte Dijeaux e rue Saint Rémi) vennero tracciati lungo l'isolotto di Saint-Christoly che racchiude lo spazio situato tra i fiumi Devèze e Peugue e piazza Pey-Berland.
La città divenne la capitale della civitas dei Vivisques, amministrata da un collegio di magistrati, con lo status di città pellegrina stipendiata, il meno vantaggioso dell'Impero Romano. Questo nodo stradale è riportato sulla Tabula Peutingeriana.

### L'Alto Impero
Sotto l'Impero Romano, Burdigala si sviluppò e divenne una delle città più ricche della Gallia. I primi vitigni all'origine del vigneto bordolese vennero piantati tra il 40 e il 60 sulle pendici settentrionali della riva sinistra della Garonna.
Nel 70 l'imperatore Vespasiano ne fece la capitale amministrativa della provincia romana della Gallia Aquitania (dai Pirenei alla Loira) al posto di Mediolanum Santonum (Saintes). Pare che durante il regno di questo imperatore la città abbia ricevuto lo statuto di municipio di diritto latino.
La città fu particolarmente prospera sotto la dinastia dei Severi (193-235). Inglobò poi il mont Judaïque (attuale quartiere di Saint-Seurin). Alcuni monumenti illustri risalgono a quest'epoca d'oro, tra cui il foro (Piliers de Tutelle) e il Palazzo di Gallieno (anfiteatro che può contenere 15 000 persone sulle sue gradinate in legno).

### Il periodo dei disordini
La città fu vittima della rivolta di Tetrico, "imperatore della Gallia" (271-273/274) e dei disordini dei Bagaudi.
Duramente colpita dalle invasioni barbariche del 276 (la città fu saccheggiata e incendiata), la città decise di costruire dei bastioni che furono completati nel 286 (secondo l'attuale disposizione del corso d'Alsace-Lorraine, la rue des Remparts e i corsi di Chapeau Rouge e de l'Intendance). Si trattava di un recinto di 740 m per 480 m le cui pareti sono alte dieci metri e larghe cinque metri.
Venne ricostruito anche il porto interno in cui scorreva il fiume Devèze attraverso ventisei bocche di bronzo. La città ha continuato a brillare per quasi un secolo, grazie al commercio di sego, cera, pece e papiro. Essa è messa in risalto dai suoi poeti cristiani (Decimo Magno Ausonio, 309-394) e i suoi santi (Paolino di Nola (353-431), Sulpicio Severo (363-410)).
Nel 333 l'anonimo di Bordeaux ne fece l'origine del suo pellegrinaggio verso Gerusalemme. Annotò Civitas Burdigala attestando così lo status della città. Civitas Burdugala, ubi est fluvius Garonna per quem facit mare Oceanum accessa et recessa, per leuga plus minus centum. La città di Bordeaux, dove si trova il fiume Garonna in cui il flusso e il riflusso dell'oceano (maree) superano più o meno un centinaio di leghe.
Il suo itinerario e la sua descrizione dei luoghi santi sono la più antica testimonianza scritta di un pellegrinaggio verso Gerusalemme.

## Antichi resti

### L'anfiteatro

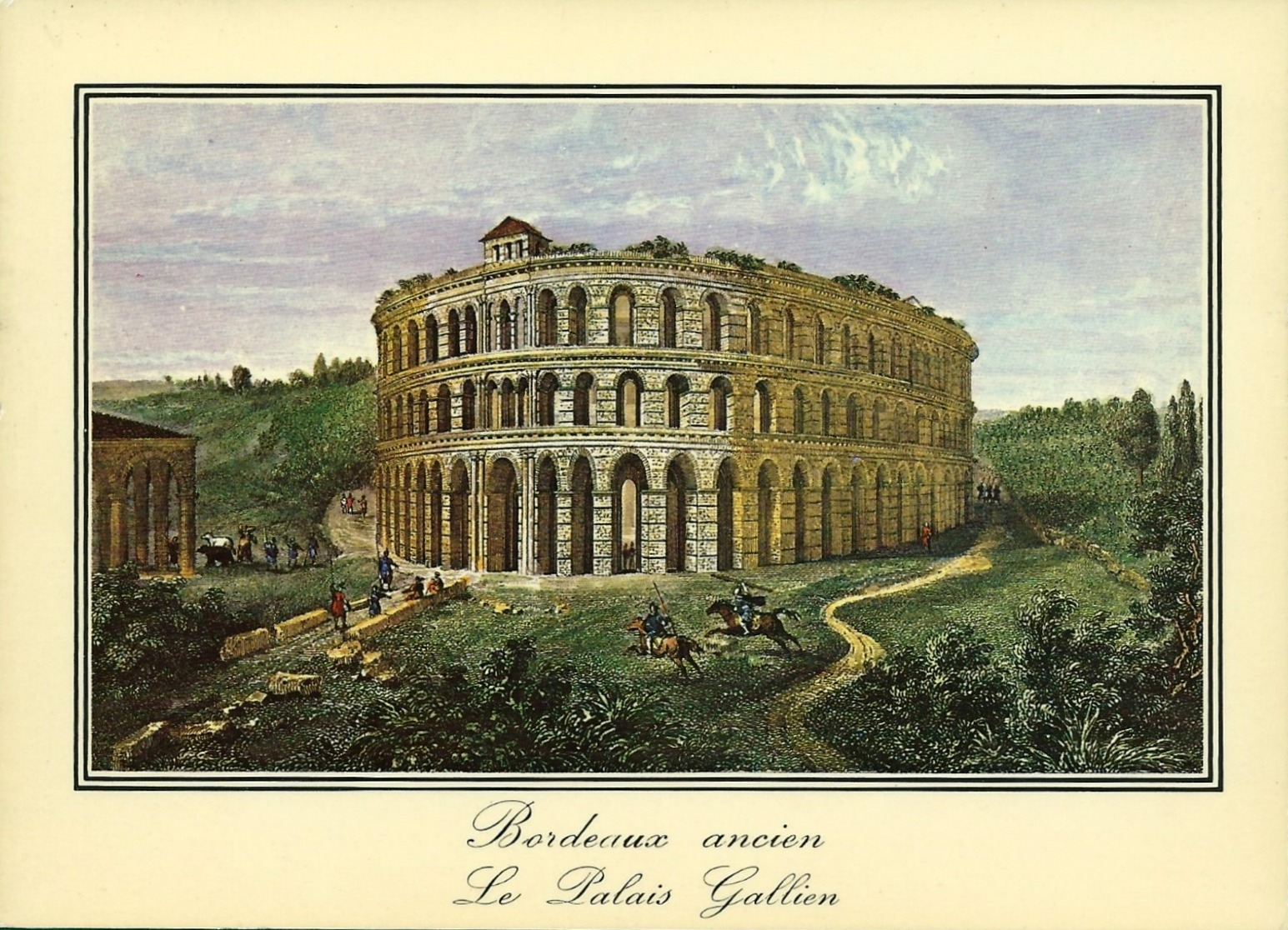
Palazzo di Gallieno

L'anfiteatro di Bordeaux, tradizionalmente chiamato "Palazzo di Gallieno", fu costruito nel II secolo. L'arena interna misura 70 metri per 47 metri, il perimetro dell'edificio è di 132 metri per 111 metri e l'altezza è di 25 metri, ciò lo rende un anfiteatro di buone dimensioni. In base alle sue dimensioni la capacità dell'arena è stimata intorno ai 22 000 posti.

### I "Piliers de Tutelle" ("Pilastri di Tutela")

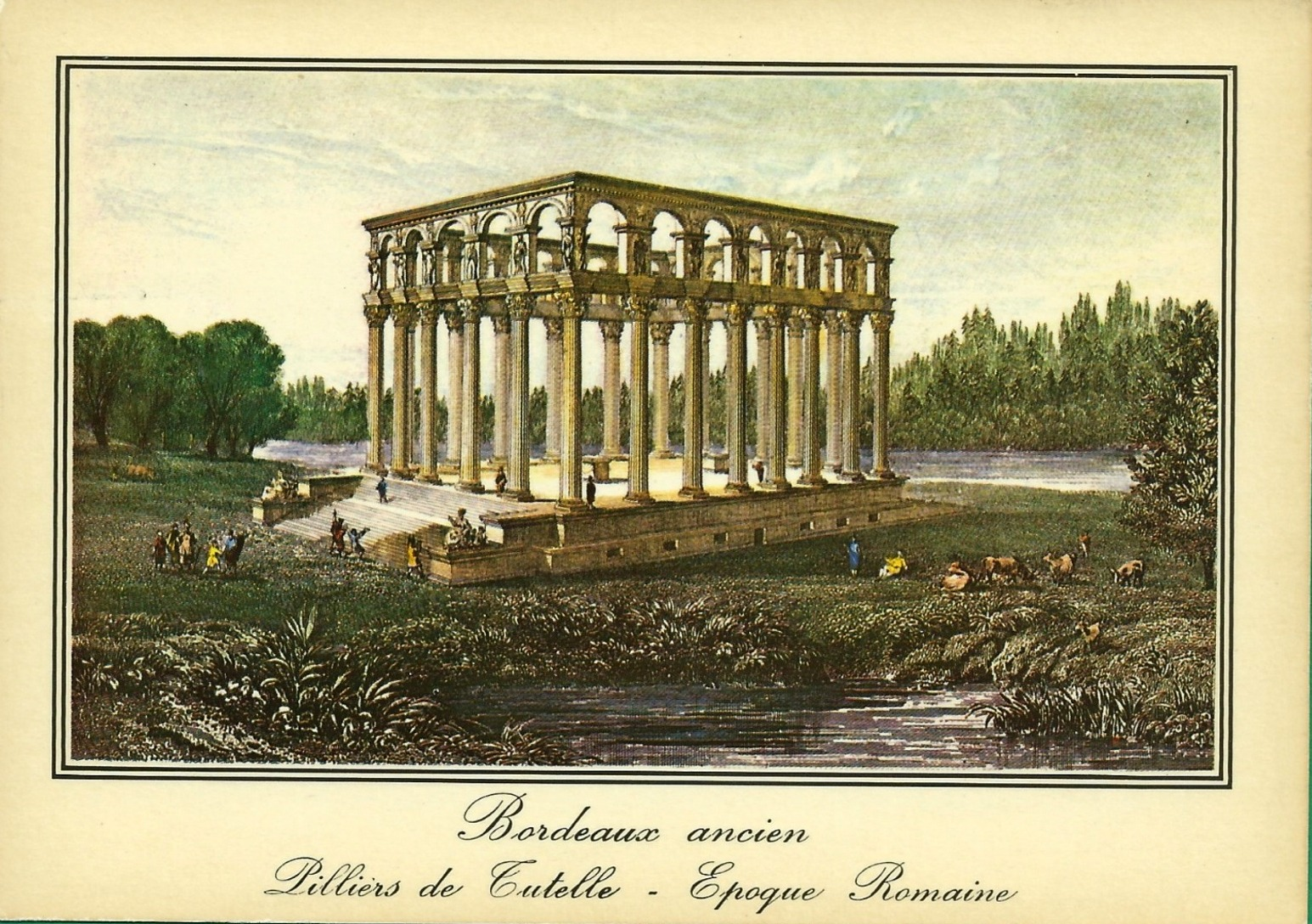
Piliers de Tutelle

Bordeaux ha conservato, fino al 1675, un importante monumento gallo-romano, chiamato i "Piliers de Tutelle" ("Pilastri di Tutela"). Quest'edificio del III secolo, unico in Francia nel XVII secolo, aveva 24 colonne sormontate da un architrave, impreziosite da una corona ad arcate ornata di cariatidi alte tre metri. L'architetto Claude Perrault (1613-1688), che ne disegnò i resti nel 1669 (diciassette colonne), indicò che non si trattava né di un tempio né di una basilica, poiché non vi era traccia della struttura. Tuttavia, gli scavi del 2003, hanno permesso di scoprire un peribolo, che attesta che si trattava effettivamente di un tempio. Questa rovina quasi intatta fu distrutta nel 1675 e sepolta sotto gli spalti del Château Trompette poi ricostruito secondo i piani di Vauban.

## Burdigala nel fumetto
- Nel fumetto, Asterix e il giro di Gallia, René Goscinny e Albert Uderzo, i due eroi, Asterix e Obelix, fanno tappa a Burdigala[9].
- Le glaive de Burdigala, fumetto in realtà aumentata, prodotto in collaborazione con il Museo d'Aquitania e l'Università di Pau[10].

## Tributi
Nel 1894, l'astronomo di Bordeaux Fernand Courty scoprì dall'osservatorio di Bordeaux un "pianeta", in realtà un asteroide, a cui diede il nome di Burdigala.